# Port lotniczy Samana el Catey
Port lotniczy Samana El Catey – prywatny międzynarodowy port lotniczy położony w pobliżu Santa Barbara de Samana. Jest jednym z największych portów lotniczych na Dominikanie.

## Linie lotnicze i połączenia
- Air Canada (Halifax [seasonal], Montréal-Trudeau, Toronto-Pearson)
- Air Transat (Montréal-Trudeau)
- Blue Panorama Airlines (Milan-Malpensa)
- CanJet (Montreal-Trudeau, Toronto-Pearson)
- Condor (Frankfurt [ends April 27])
- ExpressJet Airlines (Miami [seasonal], San Juan [seasonal])
- Neos (Milan-Malpensa)
- Ryan International Airlines (Memphis [seasonal])
- SATA International (Lisbon)
- Servicios Aereos Profesionales (Porlamar)
- Sunwing Airlines (Montréal-Trudeau, Quebec City, Toronto-Pearson)
- Thomas Cook Airlines (London-Gatwick, Manchester (UK))
- Thomson Airways (London-Gatwick [seasonal])
- WestJet (Toronto [seasonal; begins June 5])
- XL Airways France (Paris-Charles de Gaulle)